# Juan Cruz Yacopini
Juan Cruz Yacopini (Mendoza, 15 de julio de 1999) es un empresario y deportista argentino, miembro del equipo de Toyota Hilux Overdrive que actualmente compite en el Rally Dakar.

## Carrera deportiva
Es piloto de automovilismo de rally raid, teniendo participaciones consagratorias en el Campeonato Argentino de Rally Cross Country y el Campeonato Argentino de Navegación (CANAV)  ganando las ediciones 2018 y 2019.
En 2020, se consagró campeón del South American Rally Race.
En 2021 debutaría en el Rally Dakar, abandonando en la tercera etapa, sin embargo siguió participando bajo la modalidad Dakar Experience. Sus mejores posiciones en la competición de coches fue la séptima posición logradas en las ediciones 2023 y 2025.
En 2023, empezó a competir en el Campeonato Mundial de Rally Raid con la escudería Toyota, logrando llegar al podio en la temporada 2023, con la tercera posición, siendo superado por Nasser Al-Attiyah y Yazeed Al-Rajhi. 

## Palmarés
| Año  | Torneo                                      | Vehículo                   | Categoría   |
| ---- | ------------------------------------------- | -------------------------- | ----------- |
| 2018 | Campeonato Argentino de Navegación          | Toyota Hilux               | Autos       |
| 2019 | Campeonato Argentino de Rally Cross Country | Toyota Hilux               | T1.1        |
| 2019 | Campeonato Argentino de Navegación          | Toyota Hilux               | Autos       |
| 2025 | Baja Jordania                               | Toyota Hilux Overdrive Evo | T1 / Coches |
| 2025 | Baja Italia                                 | Toyota Hilux Overdrive Evo | T1 / Coches |

## Resultados

### Rally Dakar
| Año     | Clase  | Vehículo | Copiloto               | Posición | Etapas |
| ------- | ------ | -------- | ---------------------- | -------- | ------ |
| 2021    | Coches | Toyota   | Alejandro Yacopini     | Ret.     | -      |
| 2022    | Coches | Toyota   | Alejandro Yacopini     | 20.º     | -      |
| 2023    | Coches | Toyota   | Dani Oliveras Carreras | 7.º      | -      |
| 2024    | Coches | Toyota   | Dani Oliveras Carreras | 18.º     | -      |
| 2025    | Coches | Toyota   | Dani Oliveras Carreras | 7.º      | -      |
| Fuente: |        |          |                        |          |        |

### Copa Mundial de Bajas Cross-Country de la FIA
| Año     | Coche  | Equipo                 | Copiloto               | 1     | 2     | 3     | 4      | 5     | 6        | 7     | 8     | Pos. | Pts. |
| ------- | ------ | ---------------------- | ---------------------- | ----- | ----- | ----- | ------ | ----- | -------- | ----- | ----- | ---- | ---- |
| 2022    | Toyota | Toyota Hilux Overdrive | Alejandro Yacopini     | RUS   | JOR   | ITA 6 | ESP    | POL   | PRT      | SAU   | ARE   | 45.º | 6    |
| 2023    | Toyota | Toyota Hilux Overdrive | Dani Oliveras Carreras | SAU 2 | QAT 4 | ITA 4 | ESP 13 | POL   | PRT Ret. | ARE 3 |       | 4.º  | 98   |
| 2024    | Toyota | Toyota Hilux Overdrive | Dani Oliveras Carreras | SAU 4 | GRC   | ESP 3 | POL    | PRT   | QAT      | JOR   | ARE 9 | 16.º | 68   |
| 2025    | Toyota | Toyota Hilux Overdrive | Dani Oliveras Carreras | SAU 2 | JOR 1 | GRC   | ITA 1  | ESP 5 | PRT      | QAT   | ARE   | 1.º  | 317  |
| Fuente: |        |                        |                        |       |       |       |        |       |          |       |       |      |      |

### Campeonato Mundial de Rally Raid (FIA)
| Año     | Clase  | Categoría | Vehículo | Posición | Puntaje | Victorias |
| ------- | ------ | --------- | -------- | -------- | ------- | --------- |
| 2023    | Coches | Ultimate  | Toyota   | 3.º      | 132     | -         |
| 2024    | Coches | Ultimate  | Toyota   | 16.º     | 25      | -         |
| Fuente: |        |           |          |          |         |           |